# Мухамед Ванилиши
Мухамед Ванилиши (груз. მუჰამედ ვანილიში) (род. 1908, Сарпи, Батумская область, Российская империя — ум. 1997) — лазский общественный деятель, публицист, писатель и переводчик. Он известен как автор историко-этнографической книги «Лазети».

## Биография

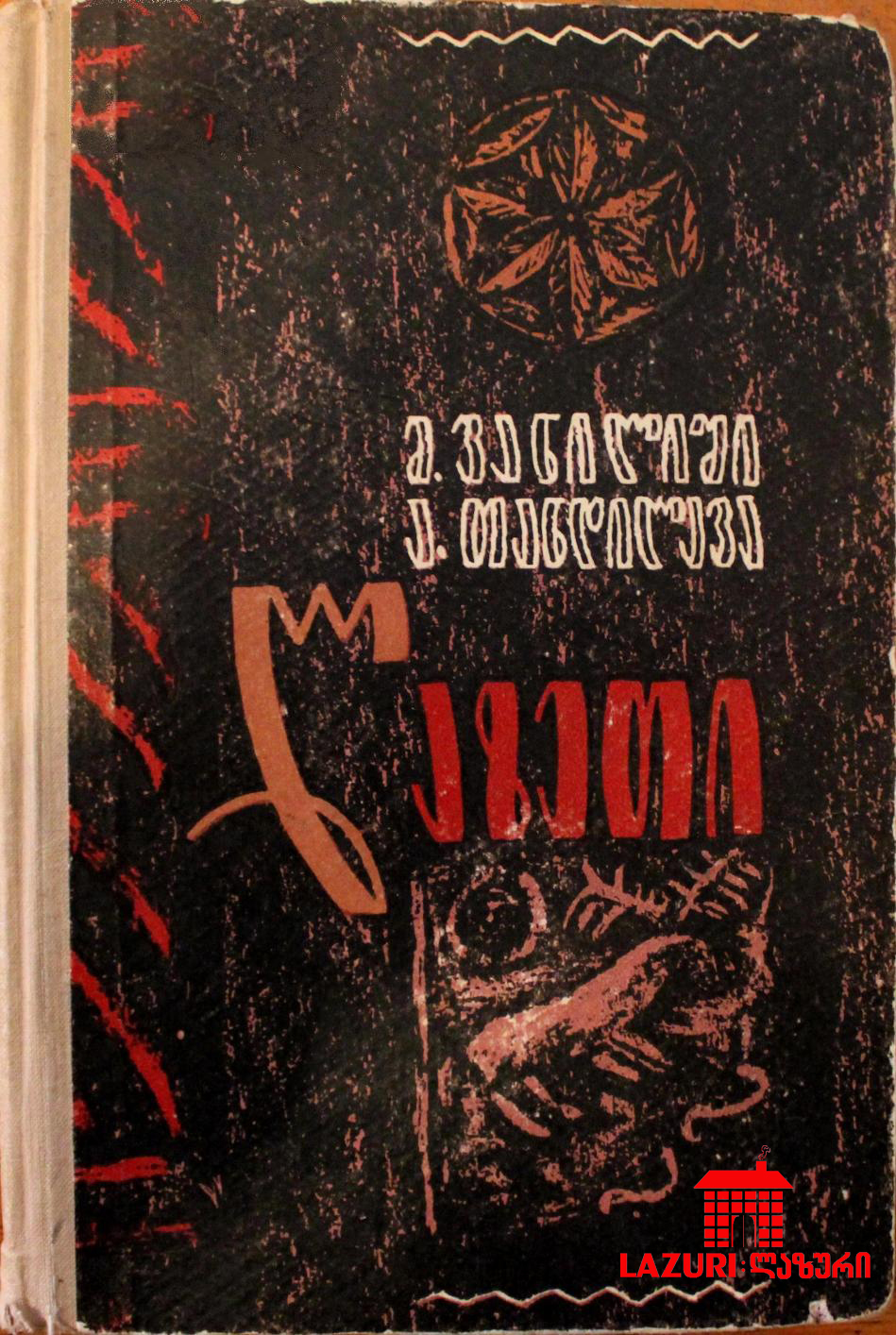
Мухаммад Ванилиши, Али Тандилава, «Лазети», Тбилиси, 1964 год.

Мухамед Ванилиши родился в 1908 году в селе Сарпи. Его отец был муллой в селе Марадиди. Однако, в то время в селе не существовали грузинские школы, поэтому Мухамед начал своё образование в турецкой школе в Сарпи и продолжил его в общей школе в Хопе, где он успешно окончил учёбу в 1927 году. С 1928 по 1932 годы он работал в Батумском рабфаке.
Свою писательскую деятельность Ванилиши начал с написания рассказа «Зекье», и также опубликовал пьесы «[Они] видят дурные сны» и «Пьянство Мурада». Ванилиши, помимо лазским и грузинским, владел турецким, арабским и русским языками.
В 1929 году он стал первым редактором лазского журнала «Мчита муруцхи» (Красная звезда), однако он не разделял антигрузинских взглядов редактора той же газеты, Искандера Циташи. Был ответственным за распространение газеты в Турции. В 1937 году турецкое правительство приговорило Ванилиши к смертной казни за распространение пропаганды.
В 1944 году Ванилиши отправил письмо Лаврентию Берии, министру внутренних дел СССР, в котором просил обеспечить репатриацию лазов, которые были сосланы в Среднюю Азию. Его просьба была удовлетворена, и лазам была предоставлена возможность вернуться в родные места. Ванилиши стал близким сотрудником Лаврентия Берии и работал в качестве его личного переводчика. В то время в знак уважения, Берия подарил Ванилише пистолет в 1930-е годы. Однако позже Берия предупредил его за незаконную деятельность и призвал не заниматься контрабандой в Абхазии.
С 1936 года Ванилиши работал заместителем наркома просвещения Аджарской ССР и занимал различные важные должности в образовании и культуре. В период с 1944 по 1953 годы, в рамках территориальных претензий Советского Союза к Турции он считался главой возможной Лазистанской АССР.
В 1950-е годы вместе с Али Тандилавой он начал составлять историко-этнографический очерк «Лазети». Книга, опубликованная в 1964 году, была переведена на турецкий язык Хайри Хайриоглу в 1992 году под названием «История лазов». Последние годы своей жизни он провел в Аджарии. В 1990-е годы он начал писать мемуары. В 1997 году Мухамед Ванилиши скончался. Его место погребения — село Сарпи, рядом с могилой Хасана Хелимиша.